# مروان مبروک
مروان مبروک (عربی: مروان المبروك؛ زادهٔ ۱۵ دسامبر ۱۹۸۹) بازیکن فوتبال اهل لیبی است.
از باشگاه‌هایی که در آن بازی کرده‌است می‌توان به باشگاه فوتبال الاتحاد اشاره کرد.
وی همچنین در تیم ملی فوتبال لیبی بازی کرده‌است.